# Hébreu de la période du Second Temple
Pour les articles homonymes, voir Hébreu (homonymie).
Pendant la période du Second Temple, l'hébreu classique devient une langue littéraire, tandis que la langue parlée évolue, notamment sous l’influence de l'araméen. Cette langue parlée est relativement peu documentée, bien qu’elle aboutit au IIe siècle à l'hébreu mishnique.

## L’hébreu biblique post-exilique
Les textes post-exilique de la Bible hébraïque renseignent sur les évolutions que subit la langue hébraïque pendant la période post-exilique. Ces textes sont rédigés en hébreu classique, mais ils sont influencés par l’évolution propre de la langue et par le contact avec l’araméen, sans qu’il soit toujours possible de distinguer la part de ces deux contributions. On note que Jonas, Esther et Daniel respectent la syntaxe biblique alors que Cantique des cantiques, Qohelet et les Chroniques sont plus influencés par l’évolution de la langue, peut-être sous l’effet d’un hébreu parlé.

### Le vocabulaire
Les livres des Chroniques  sont partiellement un remaniement des livres pré-exiliques de Samuel et des Rois, dont ils actualisent les récits. Les écarts de l’hébreu classique y sont plus nombreux. Les Chroniques reprennent parfois presque textuellement des passages de Samuel et des Rois, mais avec des variations qui témoignent de l’évolution de la langue hébraïque tant sur le plan du vocabulaire que de la grammaire. La comparaison indique les mots qui ne sont plus en usage, et qui sont donc remplacés, et ceux dont le sens a évolué, et qui ne sont plus adaptés au contexte du récit. Ainsi le passage suivant du livre de Samuel

« tous les vaillants hommes se levèrent, …, ils arrachèrent des murs de Beth-Shéan le cadavre de Saül et ceux de ses fils. Puis ils revinrent à Jabès, où ils les brûlèrent. Ils prirent leurs os, et les enterrèrent sous le tamaris à Jabès. »

— 1 Samuel 31,12(texte bilingue français/hébreu)
est rendu par le Chroniste :

« tous les hommes vaillants se levèrent, prirent le corps de Saül et ceux de ses fils, et les transportèrent à Jabès. Ils enterrèrent leurs os sous le térébinthe, à Jabès »

— 1 Chroniques 10,121Ch 10,12 (texte bilingue français/hébreu)
On observe des glissements de sens, par exemple le verbe רָצָה (ratsa), qui signifie « trouver bon », prend le sens de « désirer ». Le mot מס (mas), qui désigne un travail forcé, prend le sens plus général d'impôt.
La langue s’enrichit de nouveaux mots. Cette apparition de termes nouveaux  résulte soit de la formation d’un nouveau mot à partir d’une racine déjà attestée, soit par des emprunts directs à d’autres langues. Les terminaisons en וּת (—ut) ou en וֹן (—on)  servent par exemple à former des mots désignant notamment des concepts abstraits (yaldut, shilton).
L'hébreu amorce une évolution dans le domaine lexical avec des emprunts à l'araméen, à l'akkadien (sous l'influence de l'araméen), au perse et au grec. Les termes bira (« ville fortifiée ») est ainsi empruntée à l'akkadien birtu (citadelle), « iggeret » (« lettre ») est emprunté à egertu (« tablette inscrite »). Du vocabulaire perse, l'hébreu intègre naturellement le vocabulaire lié à l'administration perse, tel que « satrape », mais aussi des termes tels que dat (« loi ») ou pardès (« jardin »).

### La syntaxe
La morphologie des verbes de l’hébreu classique est conservée, mais la syntaxe du verbe évolue. Des formes verbales sont en voie de disparition : le cohortatif, les formes converties (présentant un vav conversif) et l’infinitif absolu :
- les formes verbales converties  sont abandonnées dans les Chroniques, Qohelet et souvent dans Esdras
- la valeur temporelle des verbes prend le pas sur la valeur aspectuelle. Le participe, originellement atemporel, prend une valeur de présent (d’où les écarts sur le verbe prophétiser entre 1 Rois 22,8[6] et 2 Chroniques 18,7[7])
- l'infinitif absolu tend à disparaître (1 Rois 8,13[8] devient 2 Chroniques 6,2[9])
- les accords sont modifiés : la terminaison masculin pluriel remplace la terminaison féminin pluriel (Cantique des cantiques 3,5[10])

L'ordre des mots dans la phrase est modifié sous l'effet de l'araméen : le verbe est renvoyé à la fin de la phrase.
L’usage du pronom relatif אֲשֶר (ʔašer) et de la conjonction שֶל (šel) est remplacé par la particule clitique שֶ (še), équivalent de l’araméen די (di).